# Doctor Strange: The Sorcerer Supreme
Doctor Strange: The Sorcerer Supreme (br.: Doutor Estranho) é um filme de animação estadunidense de 2007 do gênero "Aventura", dirigido por Patrick Archibald, Jay Oliva e Richard Sebast. É baseado nos quadrinhos do Doutor Estranho, super-herói da Marvel Comics. Roteiro de Greg Johnson de uma história dele, Boyd Kirkland e Craig Kyle. 
Essa é a quarta animação produzida pela Lionsgate dos super-heróis Marvel. As outras foram Ultimate Avengers, Ultimate Avengers 2 e The Invincible Iron Man.

## Dublagem original
- Bryce Johnson…Doutor Estranho
- Paul Nakauchi…Wong
- Michael Yama…Ancião
- Kevin Michael Richardson…Barão Mordo
- Jonathan Adams…Dormammu
- Fred Tatasciore…Oliver
- Susan Spano…Dra. Gina Atwater
- Tara Strong…April Strange

### Vozes adicionais
- Josh Keaton
- Phil LaMarr
- Masasa Moyo
- Tara Strong
- Fred Tatasciore

## Sinopse
Dr. Stephen Strange era um dos maiores médico-cirurgiões mas arrogante e antipático com seus colegas. Uma noite, ao dirigir, ele assiste na cidade uma batalha do Barão Mordo e seus aliados feiticeiros contra um monstro. Apesar do encanto para disfarçarem suas ações, Strange deixa intrigados os combatentes quando mesmo assim ele consegue ver a luta. 
No dia seguinte, a Dra. Atwater pede o auxílio de Stephen para ajudar numa aparente epidemia que está deixando em coma muitas crianças. Stephen examina uma delas e consegue ver o que elas estão vendo em sonhos: A face de um demônio flamejante (Dormammu). Assustado, Stephen se nega a continuar a atender as crianças, para desapontamento da doutora. 
Novamente no seu carro, Stephen tem outra alucinação com o demônio e com as crianças e acaba perdendo o controle e saindo da estrada. Ao se recuperar, ele fica sabendo que suas mãos foram afetadas e que não poderá mais operar. Desesperado, Stephen gasta toda a sua fortuna em busca de auxílio de especialistas ao redor do mundo, sem sucesso. Até que um dos feiticeiros que o médico avistara combatendo o monstro, o misterioso Wong, lhe dá esperanças e lhe fala de cura se ele for ao Tibete. 
Depois de uma penosa jornada até aquele país, Stephen se encontra com o líder dos feiticeiros: o Monge e Mago Supremo conhecido por Ancião. E, naquele local, Stephen descobrirá a causa do seus males e ressurgirá como um novo homem: Doutor Estranho, o mago.

## Aparição de outros personagens Marvel
- Quando Stephen Strange está no hospital após sofrer o acidente, o Dr. Donald Blake é visto andando com sua bengala. Ele é a identidade secreta de Thor. Mais tarde ele aparece como um dos especialistas consultados por Strange
- Quando passa pela China aparece Lei Mei, que foi uma personagem importante em The Invincible Iron Man, animação de 2007.
- Strange também é visto se consultando com Abraham Cornelius, cientista da Arma X nos quadrinhos do Wolverine.
- No final do filme, Wong menciona que treina um novo grupo de feiticeiros que conta com uma mulher chamada Clea, a futura namorada de Strange nos quadrinhos.